# Papers, Please
Papers, Please (litt. « [Vos] papiers, s'il vous plaît ») est un jeu vidéo indépendant d'observation et de réflexion créé par Lucas Pope et sorti en 2013 sur Windows et Mac OS X, en 2014 sous Linux, en 2017 sur PlayStation Vita et en 2022 sur iOS et Android.
L'œuvre met le joueur dans la peau d'un agent de l'immigration chargé de contrôler les documents des personnes entrant dans l'État fictif d'Arstotzka. Il se veut une critique des régimes totalitaires.

## Histoire
L'histoire se déroule en 1982 dans le pays fictif d'Arstotzka. Après six années de guerre avec le pays voisin de Koléchie, la paix survient enfin et le gouvernement décide d'ouvrir les frontières. Le joueur est alors tiré au sort pour devenir un agent de l'immigration à un poste-frontière. Devant gagner de l'argent pour veiller à la santé de sa femme, de son fils, de sa belle-mère et de son oncle, il doit effectuer ce travail douze heures par jour, son salaire dépendant du nombre de personnes qu'il étudie. Cependant, l'entrée dans le pays d'Arstotzka attire les convoitises et de nombreux clandestins n'hésitent pas à falsifier des papiers pour y entrer ou pour faire passer de la contrebande. De plus, une mystérieuse organisation, l'EZIC, a l'intention de faire tomber le gouvernement qui règne en Arstotzka. En finissant le jeu avec la fin no 20, le joueur peut avoir accès à un code lui permettant d'accéder au mode Infini.

## Système de jeu

### Bases
Papers, Please est un jeu d'observation. Le joueur doit examiner les documents de chaque personne voulant entrer et vérifier si tout est en règle. Des informations de base, comme le nom de la personne, son origine, sa date de naissance, son apparence, sa masse, sont différents moyens d'identifier si la personne entre légalement ou si elle a falsifié des documents. Par ailleurs, certains immigrants doivent fournir des documents supplémentaires devant être aussi vérifiés. Lorsque le joueur a effectué les vérifications nécessaires, il peut accepter le passage de la frontière, ou le refuser de deux manières : simplement rejeter l'entrée, ou arrêter le clandestin (uniquement en cas de fraude ou de contrebande). Dans tous les cas, une personne traitée lui apporte un salaire à la fin de la journée. Au fur et à mesure des jours passés, de plus en plus de règles d'immigration sont mises en place, ce qui amène le joueur à vérifier de plus en plus d'informations.
Le joueur n'a qu'une place limitée sur son bureau de travail pour inspecter les documents. De ce fait, il doit faire en sorte de bien les disposer pour voir un maximum d'informations et détecter au plus vite les éventuelles anomalies qui peuvent apparaître sur des faux documents. Le joueur dispose également d'un résumé des nouvelles règles de la journée, d'une transcription des paroles de la personne, et d'un livre de règles pour l'aider dans sa tâche.
Par la suite, le joueur dispose d'une arme tranquillisante, dont il peut se servir pour empêcher les gens de franchir la frontière qui passent par-dessus le mur d'enceinte. Pour atteindre une des meilleures fins, le joueur doit tenir son travail l'équivalent d'un mois dans le jeu, soit trente-et-un jours. En fonction du jour de jeu, certains événements sont scriptés : si les personnes qui passent le poste-frontière sont générées de manière procédurale, d'autres en revanche apparaîtront aux mêmes jours et feront les mêmes actions.

### Anomalies
Si certaines personnes sont parfaitement en règle, d'autres au contraire falsifient leurs papiers d'entrée, ou en oublient. Si le joueur détecte une anomalie (absence de papier obligatoire, date expirée, informations non concordantes...), il peut les pointer grâce à une fonction en bas de l'écran, et il doit cliquer sur la partie incriminée et sur la règle correspondante. En conséquence, la personne souhaitant entrer doit s'expliquer. Elle peut se corriger, ou alors confirmer les propos des documents. Dans ce cas, le joueur peut éventuellement proposer des vérifications supplémentaires (scanner corporel, empreintes digitales...) et décider d'accepter le passage de la frontière, le rejeter, ou de mettre en détention le faussaire le cas échéant. Le joueur a le droit à deux erreurs par jour sans conséquence, comme laisser passer une personne clandestine, ou rejeter une personne en règle. Dès la troisième erreur, une déduction est faite sur son salaire.

### Salaire
Le joueur, à la fin de chaque journée, reçoit un salaire dépendant du nombre de cas traités (cinq crédits par cas). Cet argent lui permet de s'occuper de sa famille : il doit payer le loyer, la nourriture, le chauffage et éventuellement les médicaments en cas de maladie. Si le joueur n'a pas assez d'argent pour tout payer, il doit faire des choix et se priver de nourriture ou de chauffage, voire les deux. Si les conditions de vie se détériorent trop, le joueur peut perdre des membres de sa famille. Cela oblige le joueur à traiter un maximum de dossiers chaque jour, tout en limitant ses erreurs. Ce qui, au fil du jeu, devient de plus en plus difficile du fait du nombre de règles d'entrée qui augmente.
Le joueur, s'il parvient à accumuler assez d'argent, peut accéder à des récompenses, comme un meilleur appartement pour sa famille, ou des raccourcis lui permettant d'optimiser ses vérifications au travail. Certaines actions au travail, plus ou moins légales, lui permettent également d'engranger de l'argent.

### Choix moraux
Le joueur doit aussi faire face à certains moments à des choix moraux. Les tentations de se montrer laxiste, ou d'interpréter les règles au service d'intérêts qui ne soient pas ceux du régime étatique, peuvent avoir des conséquences pour sa propre famille, le régime étant prompt à réagir aux anomalies de contrôle,. Les choix moraux concernent aussi les personnes immigrantes : certaines veulent en effet faire passer une autre personne clandestinement et demandent que le joueur fasse preuve de clémence, quitte à faire une erreur. D'autres cherchent à empêcher l'entrée de certaines personnes, même si ces dernières sont en règle. Certaines personnes peuvent donner de l'argent en compensation de vos actions. Une mystérieuse organisation cherche à faire rentrer des agents. Certaines actions peuvent même mener à un game over immédiat.

### Fins possibles
Le jeu comporte 20 fins qui sont atteintes en fonction des actions et des choix du joueur. 17 sont en réalité des game over. Seules trois fins sont considérées comme étant bonnes et c'est au joueur de découvrir comment les débloquer. Une seule fin, cependant, permet de débloquer le mode Endless (sans fin) en donnant un code à la fin du jeu, qui est un mode de jeu parallèle au mode histoire.

### Mode sans fin (Endless)
Ce mode de jeu est comparable au mode Histoire, mais vous pouvez choisir quand le jeu s'arrête :
- à la moindre erreur : Une erreur et vous perdez
- au bout de 10 minutes : Traitez le plus de papiers en 10 minutes
- L'endurance : Pas de limite de temps, chaque entrant traité rapporte 1 point, chaque entrant arrêté en rapporte 2. Chaque erreur enlève de plus en plus de points, la partie s'arrête si le solde de points tombe à 0.

## Genèse et développement
À l’origine, Papers, Please germe dans un terrain minuscule : The Republia Times, un prototype façonné en quarante-huit heures pour la game-jam Ludum Dare 23 (20-23 avril 2012). En exerçant le joueur au « journalisme propagandiste », Lucas Pope découvre qu’un système de règles très serrées peut devenir, à lui seul, matière à drame interactif. Ce test grandeur nature – plus un échauffement qu’un manifeste – scelle pourtant la tonalité dystopique et la fascination bureaucratique qui infuseront l’œuvre suivante.

### Du forum TIGSource au studio solo
Installé à Saitama depuis peu, Pope ouvre un dev-log sur TIGSource le 14 novembre 2012 et annonce un concept radical : contrôler des passeports, non les contourner. Convaincu qu’il tiendra « quelques semaines », il s’engage finalement dans neuf mois de développement intégralement solitaire – code, graphisme, son – rythmé par un journal public dont chaque entrée rend compte d’itérations quotidiennes sur l’ergonomie du guichet, la cadence des arrivants et la montée en puissance du règlement.

### Des outils taillés pour l’artisanat
Le projet est bâti en Haxe + OpenFL, un couple langage-framework choisi pour sa portabilité multiplateforme et sa souplesse de compilation à chaud ; Pope apprécie aussi le contrôle pixel-par-pixel qu’il confère à l’interface « tampon-ambre-verni » du jeu. Ce socle restera en place jusqu’à une refonte Unity en 2023, destinée à préserver la compatibilité avec les OS modernes. 

### Concevoir la tension administrative
Dans une longue conversation accordée à Game Developer, le créateur résume sa ligne directrice : « encastrer le joueur dans la mécanique d’un guichet pour qu’il ressente la beauté terne du tampon qui claque ». Chaque journée virtuelle débute par le cliquetis grinçant d’un volet de métal, puis l’écran se peuple de visages, de dates d’expiration, de tampons suspects. La règle s’alourdit, la paye demeure maigre ; l’émotion, elle, surgit des faux pas. 

## Sortie
Papers, Please sort sur les plateformes PC Windows et macOS le 8 août 2013, puis sur Linux le 12 février 2014 et sur iOS (iPad) le 12 décembre 2014.
Le portage sur iOS n'est cependant pas sans encombre : la première soumission du jeu sur l'Apple Store est refusée, car la nudité parfois présente (lorsque le joueur est invité à scanner les immigrants pour s'assurer qu'ils ne transportent pas de contrebande ou d'armes) entre en conflit avec les règles de la boutique sur les contenus pornographiques. Pour pouvoir commercialiser Papers, Please sur iPad, Lucas Pope consent à ajouter par défaut des sous-vêtements aux personnages soumis au scanner, et à proposer une option « nudité » dans les paramètres pour tout joueur qui choisirait d'avoir accès à la même version du jeu que sur PC.
Plusieurs années après sa sortie initiale sur ordinateur, le jeu est également porté sur PlayStation Vita le 12 décembre 2017.
Le jeu ressort le 5 août 2022 sur iOS et est disponible également sur Android.

## Accueil

### Distinctions et récompenses

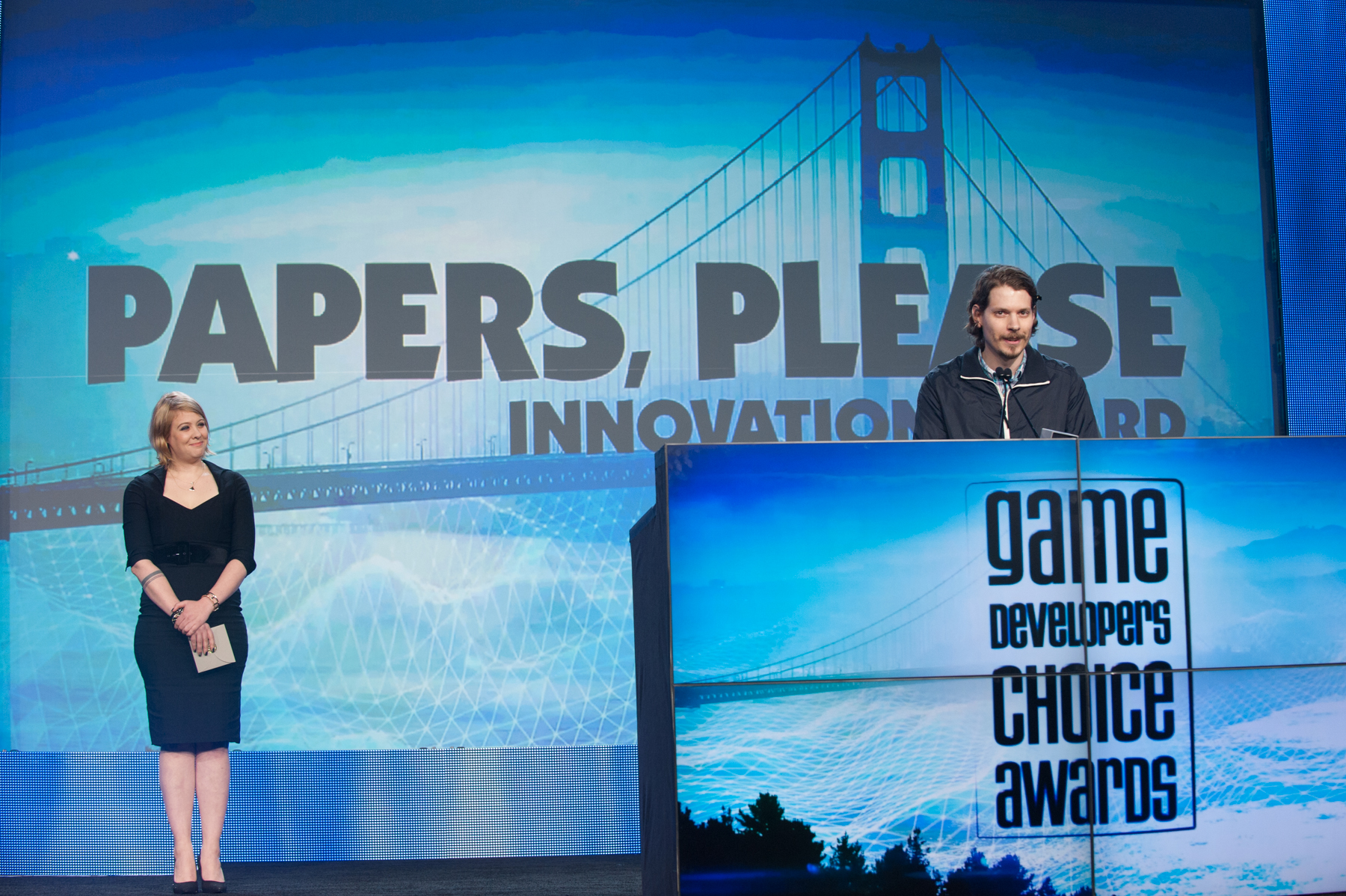
Lucas Pope recevant le prix de l'innovation lors des Game Developers Choice Awards en 2014.

- The New Yorker : Meilleur jeu de 2013[11]
- Wired Magazine : Meilleur jeu de 2013
- Forbes : Meilleur jeu indépendant en 2013[12]
- BAFTA : Stratégie et simulation[13],[14]
- IGF 2014 : grand prix Seumas-McNally[15],[16]
- IGF 2014 : Meilleur design[15],[16]
- IGF 2014 : Meilleure narration[15],[16]
- GameCity : Prix GameCity 2014[17]
- SXSW : Innovation culturelle[18]
- GDCA 2014 : Prix de l'innovation
- Games For Change : Le plus innovant 2014
- Games For Change : Meilleure jouabilité 2014
- LARA Game Awards : Meilleur jeu PC de 2013
- Ars Technica : Meilleur jeu de 2013
- PC World : Meilleur jeu de 2013
- Destructoid : Meilleur jeu PC de 2013[19]
- Peabody Award de la meilleure narration immersive et interactive[20]

### Ventes
En mars 2022, le site d'estimations Steam Spy considère qu'il existe entre 2 millions et 5 millions de propriétaires du jeu sur la boutique dématérialisée de jeux PC Steam,.

## Postérité
Papers, Please a fait l'objet d'une adaptation cinématographique sous la forme d'un court métrage de 11 minutes, réalisé par Liliya Tkach et Nikita Ordynskiy, produit par Kinodom Productions et sorti en 2018. Il est dévoilé en avant-première le 27 janvier 2018 à Moscou, avant d'être mis à disposition sur Steam et YouTube le 24 février 2018. Dans ce court métrage, c'est l'acteur Igor Savotchkine qui incarne l'inspecteur. Le développeur du jeu, Lucas Pope, a participé à l'écriture du synopsis. Tourné à Moscou avec des moyens réduits mais une reconstitution millimétrée du guichet de Grestin, le film dure 10 min 53 (générique inclus) et s’appuie sur une équipe minimaliste :
| Réalisation       | Nikita Ordynskiy                                       |
| Scénario          | Nikita Ordynskiy, Liliya Tchak, Lucas Pope             |
| Production        | Liliya Tchak                                           |
| Photographie      | Alexandr Aleksandrov                                   |
| Montage           | Dmitriy Khrenov                                        |
| Musique originale | Dimitry Kondratenko, motifs additionnels de Lucas Pope |

### Un récit qui prolonge le dilemme moral du jeu
Le scénario reprend deux arcs narratifs emblématiques :
- [25]la venue d’Elisa demandée par le garde Sergiu,
- l’attentat perpétré par le couple Robynsky, dont un simple « y » fautif dans le patronyme devait alerter l’inspecteur.

Cette condensation de situations place le spectateur dans la même tension loyauté-empathie que la boucle ludique, tout en offrant une fin tragique inédite, le fonctionnaire étant abattu après l’explosion 

### Diffusion et accueil
- Première publique : 27 janvier 2018, Maison de la culture Trekhgorka (Moscou).
- Mise en ligne gratuite : 24 février 2018 sur Steam et YouTube en 4K, sous-titres en 11 langues.
- Réception critique : évaluation « Overwhelmingly Positive » sur Steam, où les utilisateurs soulignent la fidélité visuelle et la justesse du jeu d’Igor Savotchkine dans le rôle de l’inspecteur
- Presse spécialisée : Polygon salue « l’une des rares adaptations vidéoludiques qui comprennent l’esprit de l’œuvre originale » et s’étonne de la qualité atteinte « avec un budget de fan-film »[26]

### Héritage et prolongements
- Le succès du court métrage pousse le duo Ordynskiy-Tkach à développer en 2018 une adaptation similaire de Beholder, autre jeu dystopique centré sur la surveillance domestique[27]
- Nikita Ordynskiy prêtera ensuite sa voix à un marin dans Return of the Obra Dinn, scellant une nouvelle collaboration avec Lucas Pope

## Analyse thématique
Le travail de Lucas Pope s’est imposé comme un cas d’école de rhétorique procédurale : les règles, plutôt que de simples obstacles ludiques, incarnent le discours politique d’Arstotzka et placent le joueur dans une position de « complice critique ». Des chercheurs y voient une démonstration exemplaire du concept popularisé par Ian Bogost, où la mécanique devient argument social.
Rhétorique, empathie et dilemmes moraux
Dans Ethical Self-Reflection in Papers, Please, Antranig Sarian montre comment les trente-et-une journées, leurs multiples embranchements et la mémoire des choix construisent un miroir éthique : le jeu « voit » le joueur par l’entremise de l’“expressed self”, puis lui renvoie la portée de ses actes lors de la conclusion finale. Cette boucle narrative favoriserait une prise de recul personnelle, voire une remise en question des automatismes bureaucratiques
Une autre étude-clé, publiée dans Ethics and Information Technology par Paul Formosa, Malcolm Ryan et Dan Staines, décortique les systèmes du jeu à travers le prisme du Four-Component Model de la psychologie morale. Les auteurs y repèrent quatre leviers : sensibilité (détection de l’infraction), jugement, motivation et action. Papers, Please mobilise chacun d’eux sans recourir à des scripts narratifs lourds ; au contraire, la friction des règles suffit à activer l’expertise éthique du joueur, transformant le guichet en laboratoire de philosophie pratique
Des travaux plus exploratoires soulignent la construction de l’empathie : l’alternance de visages pixellisés et de biographies éclatées incite à humaniser les demandeurs malgré l’interface froide, tandis que le chronomètre et la paye rappellent la pression matérielle pesant sur l’agent. Cette tension, déjà relevée par la presse spécialisée à la sortie du jeu, reste un point de convergence des recherches universitaires sur l’émotion en contexte procédural
Usages pédagogiques
Le titre a quitté le cercle académique pour entrer dans la salle de classe. Aux États-Unis, des enseignants de lycée l’emploient comme déclencheur de débats en cours d’histoire ou d’éducation civique : une séance type comprend vingt minutes de jeu libre suivies d’un échange sur les politiques migratoires et les droits humains. En Australie, l’ACMI propose un kit pédagogique aligné sur le curriculum victorien ; la fiche invite les élèves à cartographier la montée en complexité des règles et à comparer leur propre conduite avec les chartes internationales des réfugiés. Les retours signalent une hausse de l’engagement, notamment chez les élèves peu sensibles aux supports textuels classiques